# Demilitaryzacja

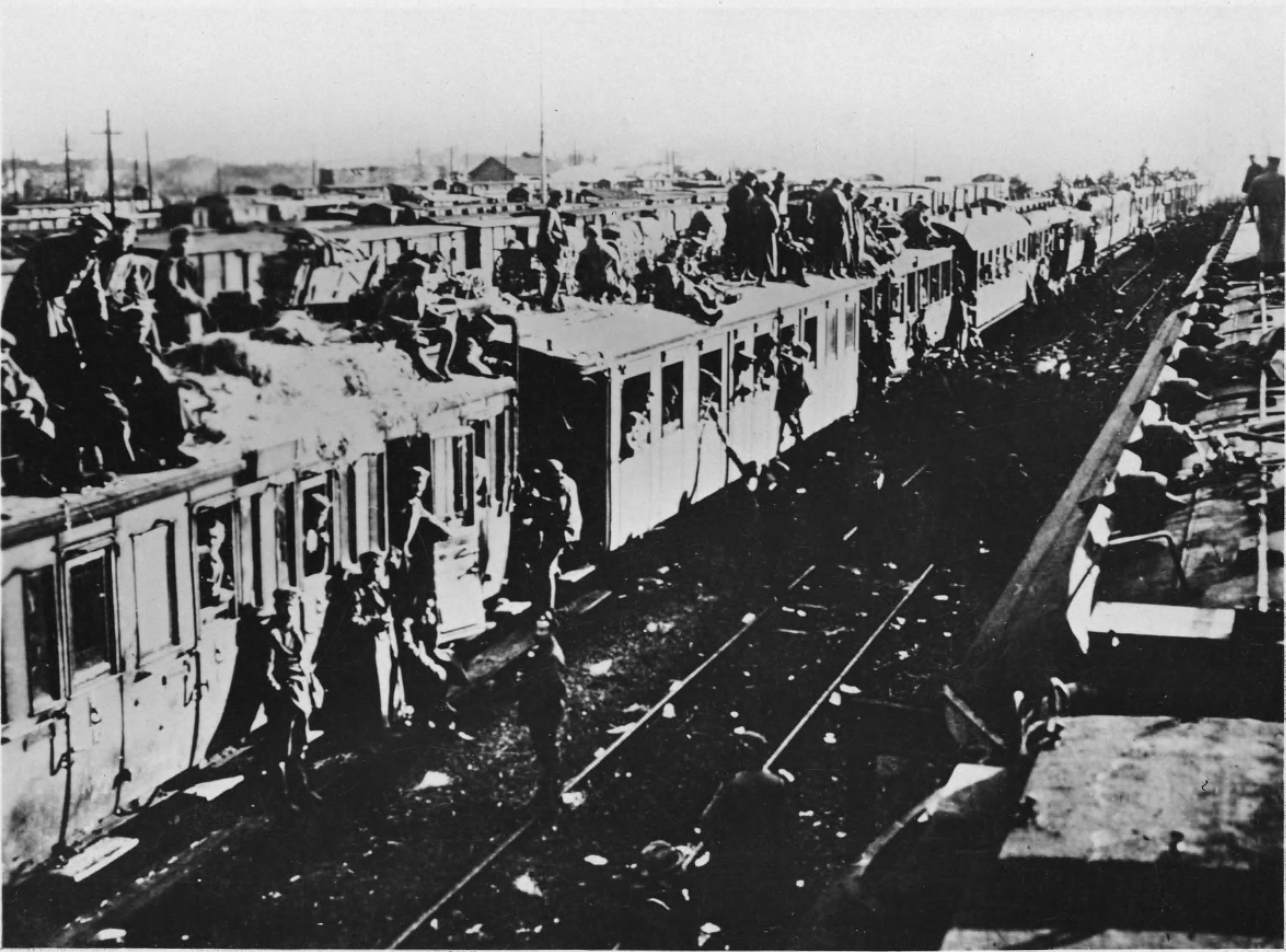
Demobilizacja Niemiec 1918 r. Żołnierze są odsyłani w pociągach

Demilitaryzacja (łac. de- 'z (czego), od, wy-' i militaria 'ćwiczenia wojskowe' od militaris 'wojskowy' od miles dpn. militis 'żołnierz') – proces, w którym pozbawia się dany teren wojsk oraz budynków i maszyn o charakterze wojennym. Pojęcie to odnosi się także do rozbrajania formacji militarnych i paramilitarnych (także oddziałów partyzanckich), stanowiąc najczęściej element demobilizacji. Obszar poddany takiemu procesowi nazywany jest strefą zdemilitaryzowaną.
Historycznym przykładem państwa zdemilitaryzowanego są Niemcy, które były częściowo zdemilitaryzowane po I wojnie światowej (strefa zdemilitaryzowana Nadrenii), całkowicie zaś – po II wojnie światowej (do drugiej połowy lat 50. XX w., kiedy to w październiku 1955 r. w RFN powołano do życia Bundeswehrę, a niespełna pół roku później w NRD – Narodową Armię Ludową).